# Thereva bicolor
Thereva bicolor är en tvåvingeart som först beskrevs av Krober 1912.  Thereva bicolor ingår i släktet Thereva och familjen stilettflugor. Inga underarter finns listade i Catalogue of Life.